# 3443 Leetsungdao
3443 Leetsungdao (1979 SB1) là một tiểu hành tinh bay qua Sao Hỏa được phát hiện ngày 26 tháng 9 năm 1979 ở Đài thiên văn Tử Kim Sơn.